# Пінщина

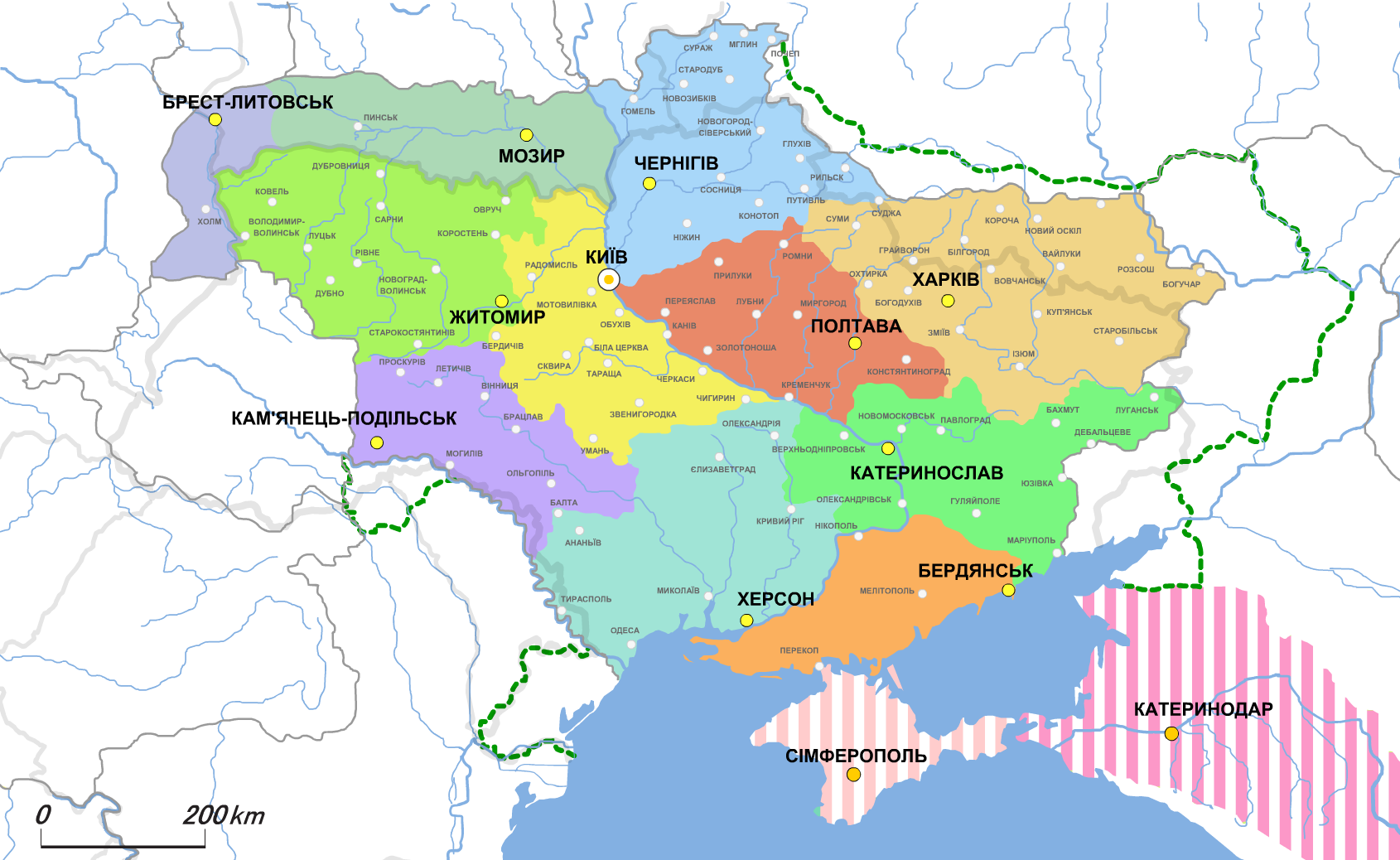
Поліська округа у складі Української Держави, 1918

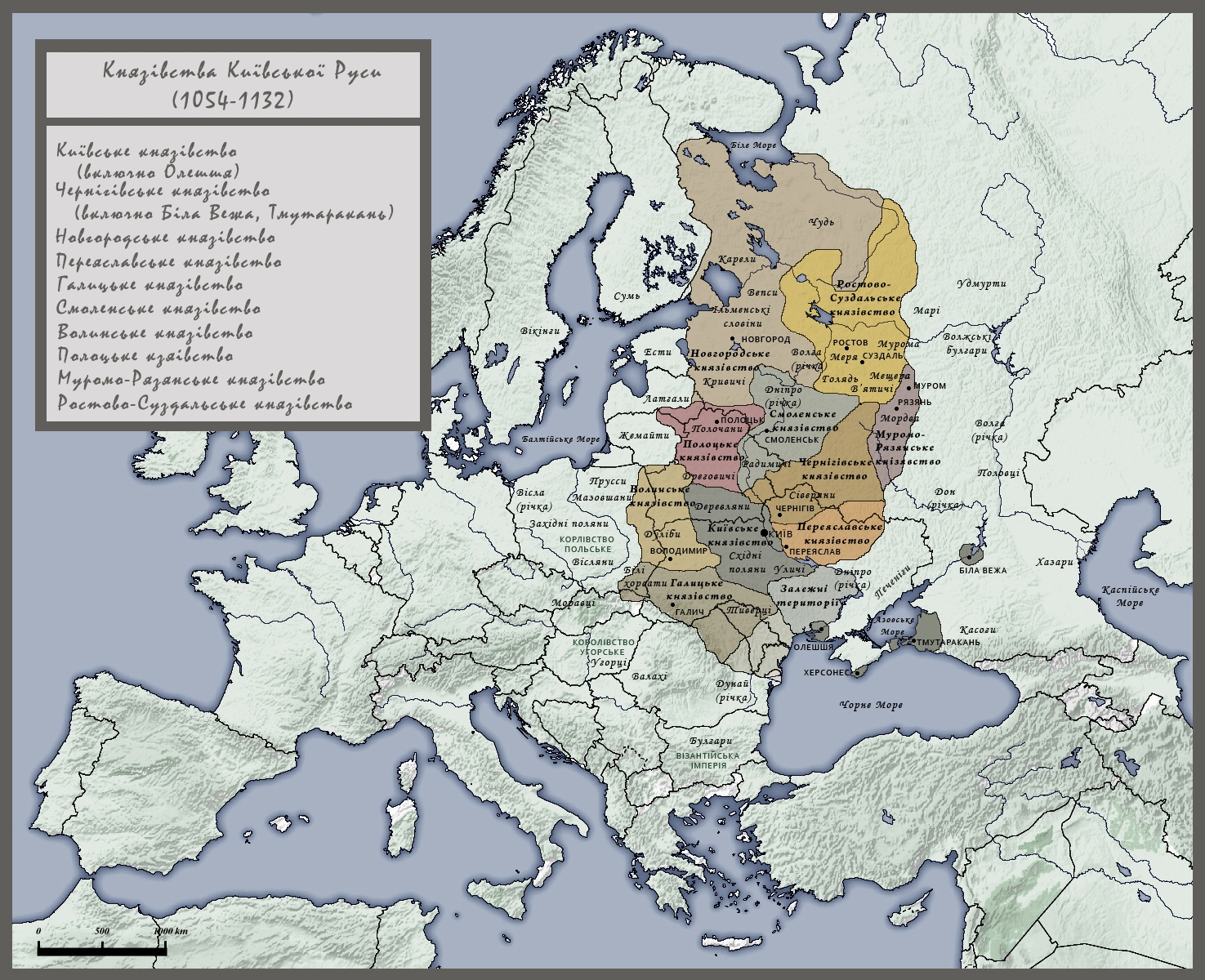
Пінщина у складі Київського князівства

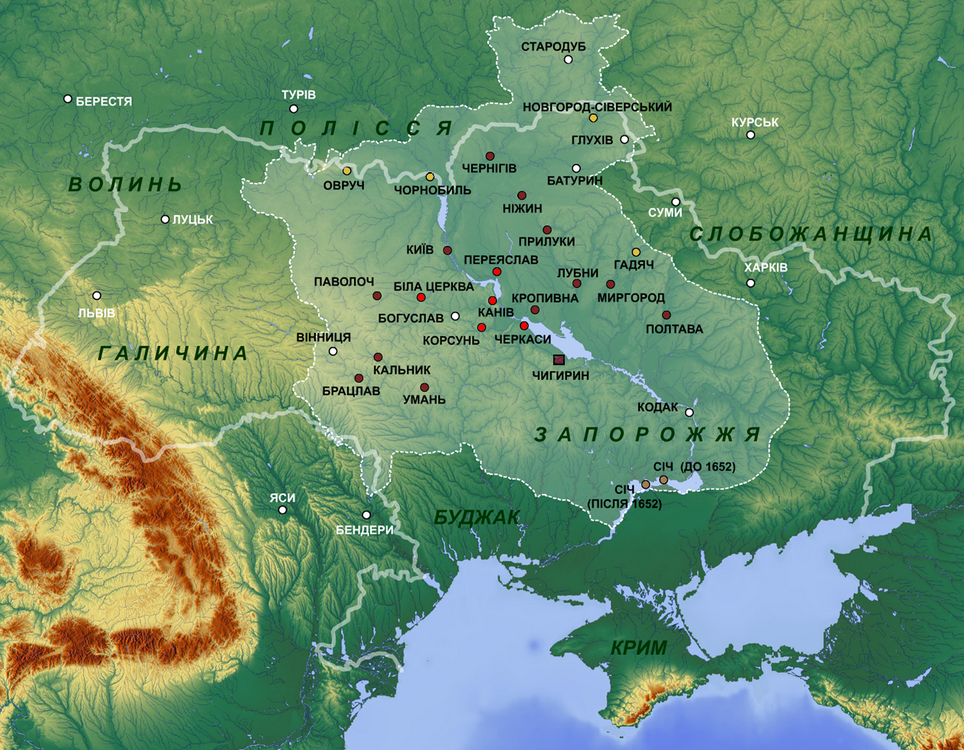
Україна за часів Богдана Хмельницького

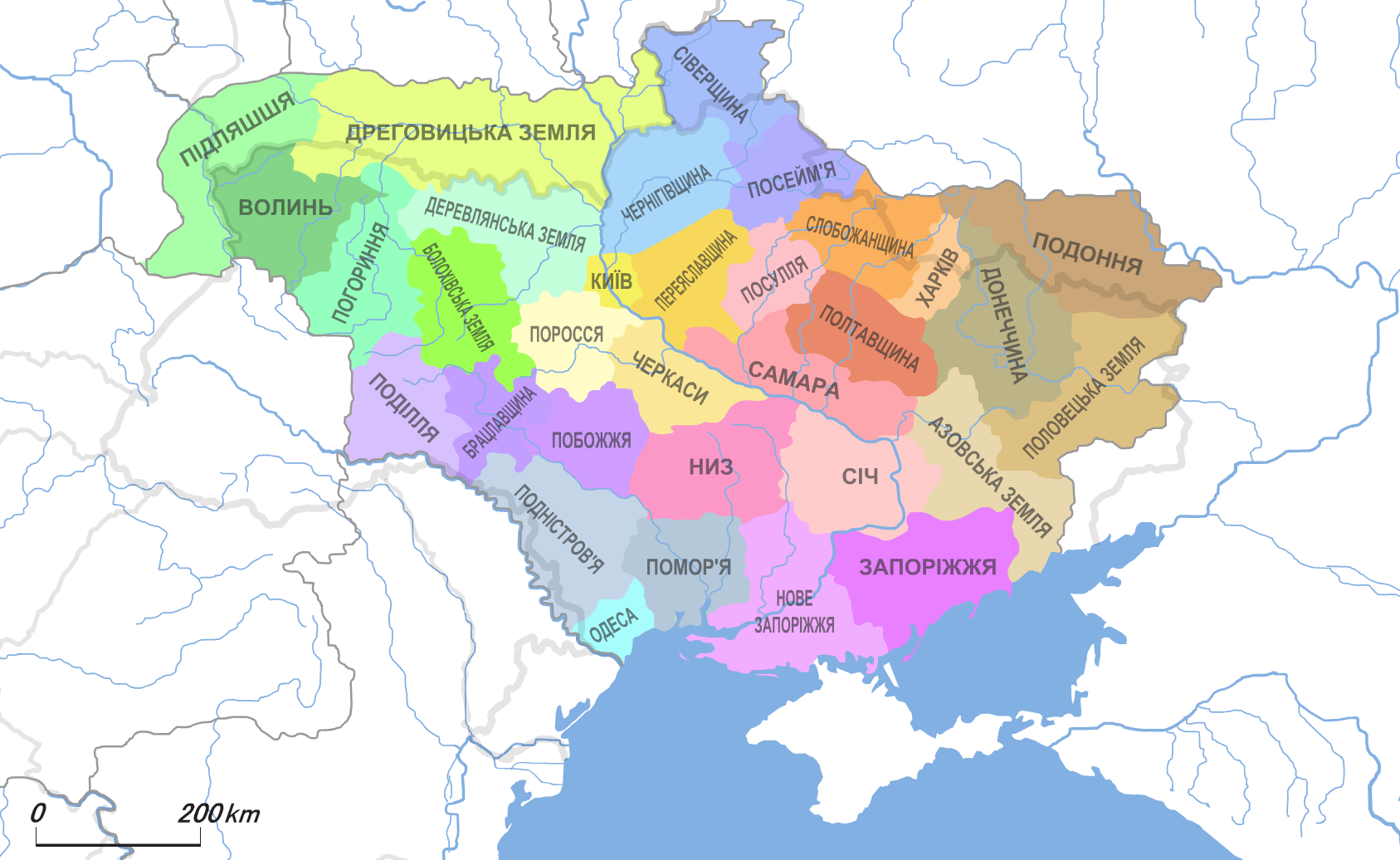
Дреговицька земля у складі УНР

Пі́нщина, або Пинщина — українська етнічна територія на півдні Білорусі, що межує на заході з іншим українським етнічним регіоном — Берестейщиною. Часто Пінщину об'єднують з Берестейщиною в єдиний етнокультурний регіон, хоча між цими двома землями існують деякі відмінності як в історичному, так і в культурному плані. Автохтонне населення Пінщини має назву пінчуків. Історичний і культурний центр краю — місто Пінськ. Пінщина є частиною Полісся.

## Територія Пінщини
Історично в різні часи Берестейщина і Пінщина часто належали до різних адміністративних утворень, хоча кордон між ними й переміщався час від часу або на захід, або на схід. В часи Київської Русі Берестейщина належала до Волинського князівства, а Пінщина до Київського, а згодом до незалежного Турово-Пінського князівства. За часів Російської імперії Берестейщина була частиною Гродненської губернії, а Пінщина Мінської. Згідно з планами адміністративного поділу УНР Берестейщина мала належати до складу землі Підляшшя, а Пінщина стати частиною Дреговицької землі. В Українській Державі гетьмана Скоропадського Пінщина входила до Поліської округи, а Берестейщина — до Холмської губернії. Чільними містами Пінщини можна вважати Пінськ, Мозир, Турів і Столин. Головна водна артерія краю — річка Прип'ять.

## Неофіційні символи
Офіційної символіки Пінщини не існує. За неофіційний прапор краю можна вважати один з прапорів так званих «ятвягів» — етнокультурного руху, що започаткувався наприкінці 80-х років на Берестейщині та Пінщині. Означений прапор має у своїй основі національний біло-червоно-білий прапор білорусів, обмежений у вжитку на державному рівні в країні владою Олександра Лукашенка. Але замість червоної на цьому прапорі знаходиться синя смуга, що символізує річку Прип'ять, як головну річку краю.
Як гербовий символ Берестейщини і Пінщини український геральдист Олександр Желіба наводить модифікований варіант герба Берестя — «у зеленому полі золотий лук зі стрілою, направленою вгору». Важливість цього елементу (лук зі стрілою) полягає в тому, що крім герба Берестя, він зустрічається також на інших міських гербах часів ВКЛ і Речі Посполитої — Пінська, Києва, Полтави, Пирятина, і символізує таким чином спільну історичну єдність цих міст.

## Адміністративно-державні утворення на теренах Пінщини

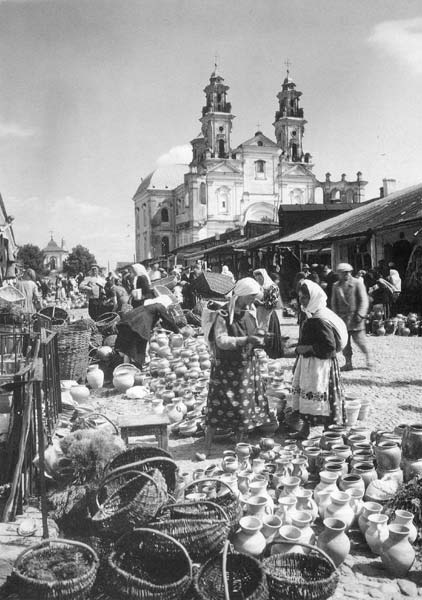
Ринкова площа у Пінську. 30-ті р. XX ст.

### В добуКиївської Русі
- Київська земля
- Турівське князівство
- Пінське князівство

### У складіВеликого князівства Литовського
- Турівське князівство
- Пінське князівство
- Мозирське князівство
- Мозирський повіт (спочатку у складі Київського князівства, потім Київського воєводства)

### У складіРечі Посполитої
- Пінський повіт Берестейського воєводства

### В добу козацької України
- Пінсько-Турівський полк

### У складі Російської імперії

Фрагмент з етнографічної мапи Олександра Ріттіха, на якому зображені північно-західні межі українців, 1875 рік.

- Пінський і Мозирський повіти Мінської губернії

### В складі незалежної України (1918р.)
- За часів УНР: Дреговицька земля (м. Мозир — адміністративний центр)
- За часів Української Держави: Мозирський повіт Київської губернії, Пінський повіт Волинської губернії (обидва до 14 серпня 1918 р.), Поліська округа (з 14 серпня 1918 р., м. Мозир — адміністративний центр)

### У складіПольської Республіки
- Пінський, Столинський, Дорогичинський та Лунинецький повіти Поліського воєводства

### Під час нацистської окупації
- Райхскомісаріат Україна: Пінська та Столинська округи Генеральної округи Волинь-Поділля; Мозирська округа Генеральної округи Житомир.
- У складі УПА: надрайон Пинське Сарненської округи Східного краю Північно-західних українських земель (ПЗУЗ)[4]

### У складіСРСРта сучасноїБілорусі
- Мозирська округа
- Поліська область (м. Мозир — адміністративний центр)
- Пінська область
- Берестейська та Гомельська області

## Відомі постаті, пов'язані з Пінщиною

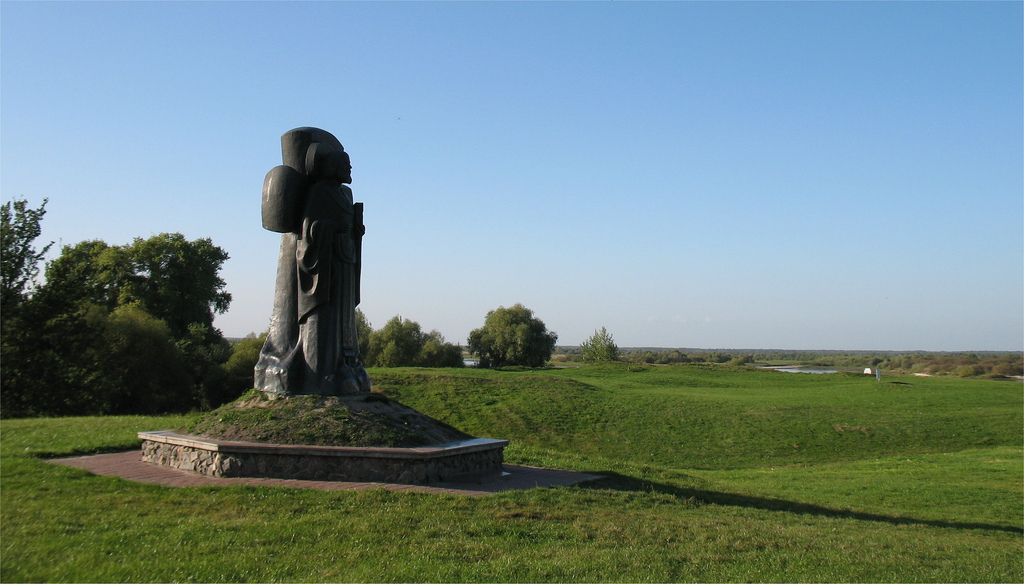
Пам'ятник Кирилові Турівському у Турові.

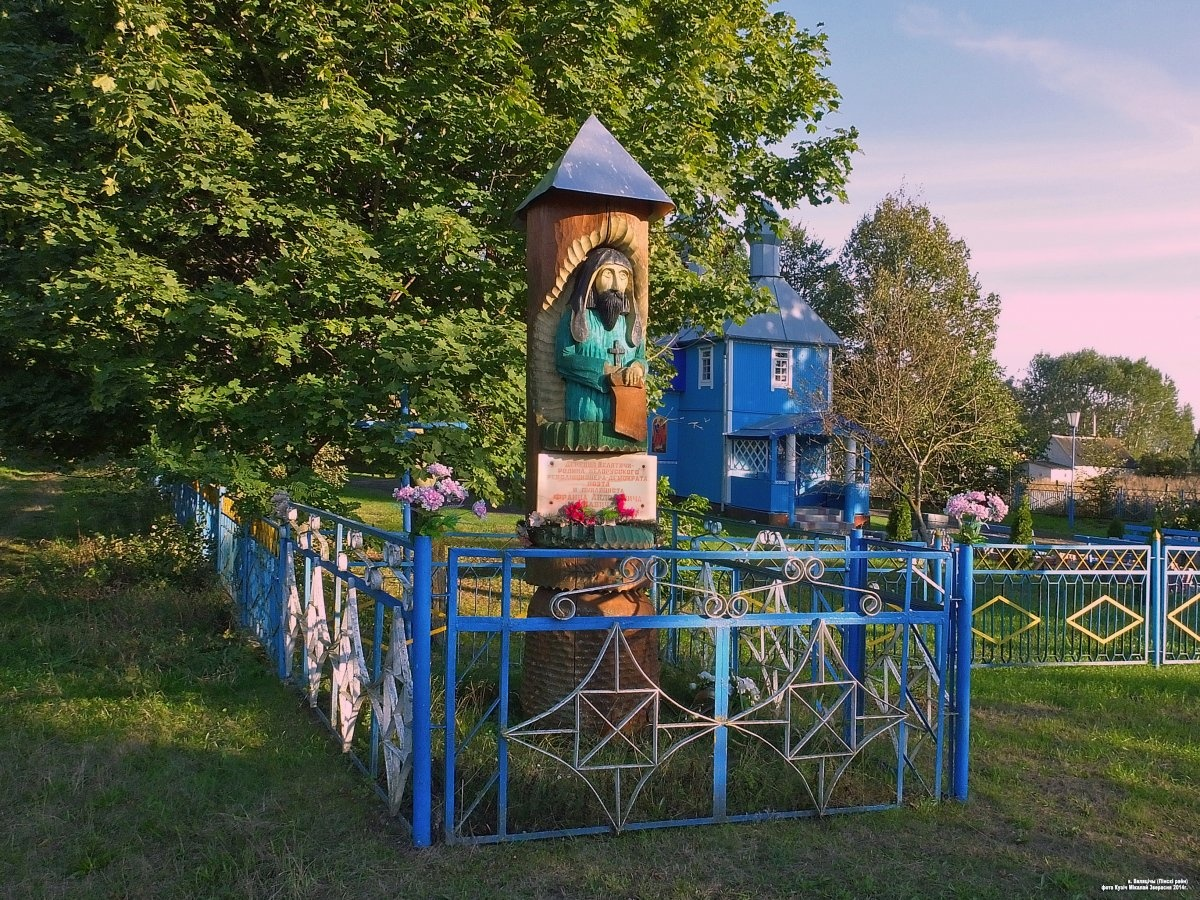
Народний пам'ятник Ф. Савичу у рідному селі.

### Народилися на Пінщині
- Кирило Турівський (бл. 1130, Турів, Турівське князівство, Київська земля — після 1182, Турів, Турівське князівство) — східнослов'янський мислитель, красномовний проповідник, «руський Золотоуст»[5], православний та греко-католицький святий. Єпископ Турівський. Деякі твори Кирила перекладені сучасною українською мовою, наприклад «Притча про душу і тіло». За деякими відомостями, мощі Кирила Турівського зберігалися у Києво-Печерській лаврі.

- Костянтин Василь Острозький (1526, Турів, Велике князівство Литовське — 1608) — український князь, магнат, воєнний, політичний і культурний діяч, меценат. Один з найзаможніших і найвпливовіших магнатів Великого Князівства Литовського та Речі Посполитій, сенатор Речі Посполитої, «некоронований король Русі», засновник Острозької академії. Син великого гетьмана литовського князя Костянтина I Острозького. Народився в Турові, який знаходився у володінні князів Острозьких з 1508 по 1620 рр. У документах того часу Острозькі називалися «благовірними князями Турівськими» і бажали вести свій родовід від володарів Турово-Пінського князівства з часів Київської Русі[6]. Прадід Костянтина-Василя, Василь Острозький Красний був турівським намісником, а батько, Костянтин Іванович Острозький, володів Туровом і помер тут 1530 рр.

- Кирило (Терлецький) (бл. 1540/1550, Високе-Почапово[be], Пінське князівство, Велике князівство Литовське — 1607) — український церковний і політичний діяч, один з ініціаторів укладення Берестейської унії 1596-го р. В 60-х роках XVI ст. протопоп православної замкової церкви св. Дмитра у Пінську, у 1575—1585 рр. — Турово-Пінський єпископ. Мав велику підтримку від князя Костянтина-Василя Острозького, що мав земельні володіння на Пінщині. Ставши єпископом, вимагав дотримання прав і привілеїв духовенства, збирав документи з історичного минулого свого єпископства, уклав єпархіальний архів. Значну увагу приділяв зміцненню економічного становища церкви. Сприяв побудові храму св. Духа у Пінську, опікувався убогими. В серпні 1589 р. константинопольський патріарх Єремія II призначив К. Терлецького своїм екзархом в Речі Посполитій — першим з українських єпископів. Похований у родинному маєтку Перковичі[be] поблизу Дорогичина[7].

- Савич Франц Андрійович (1815, Велятичі[be], Пінський повіт, Мінська губернія, Російська імперія — 1845) — поліський поет, публіцист, лікар. Прихильник союзу українців, білорусів та поляків у боротьбі проти Російської імперії. Народився у греко-католицькій священницькій родині. Помер в Україні, у Волинській губернії, рятуючи місцевих мешканців від епідемії холери. Автор програмної поезії «Там близько Пінська», поліською говіркою[8].

### Пов'язані з Пінщиною життям та працею

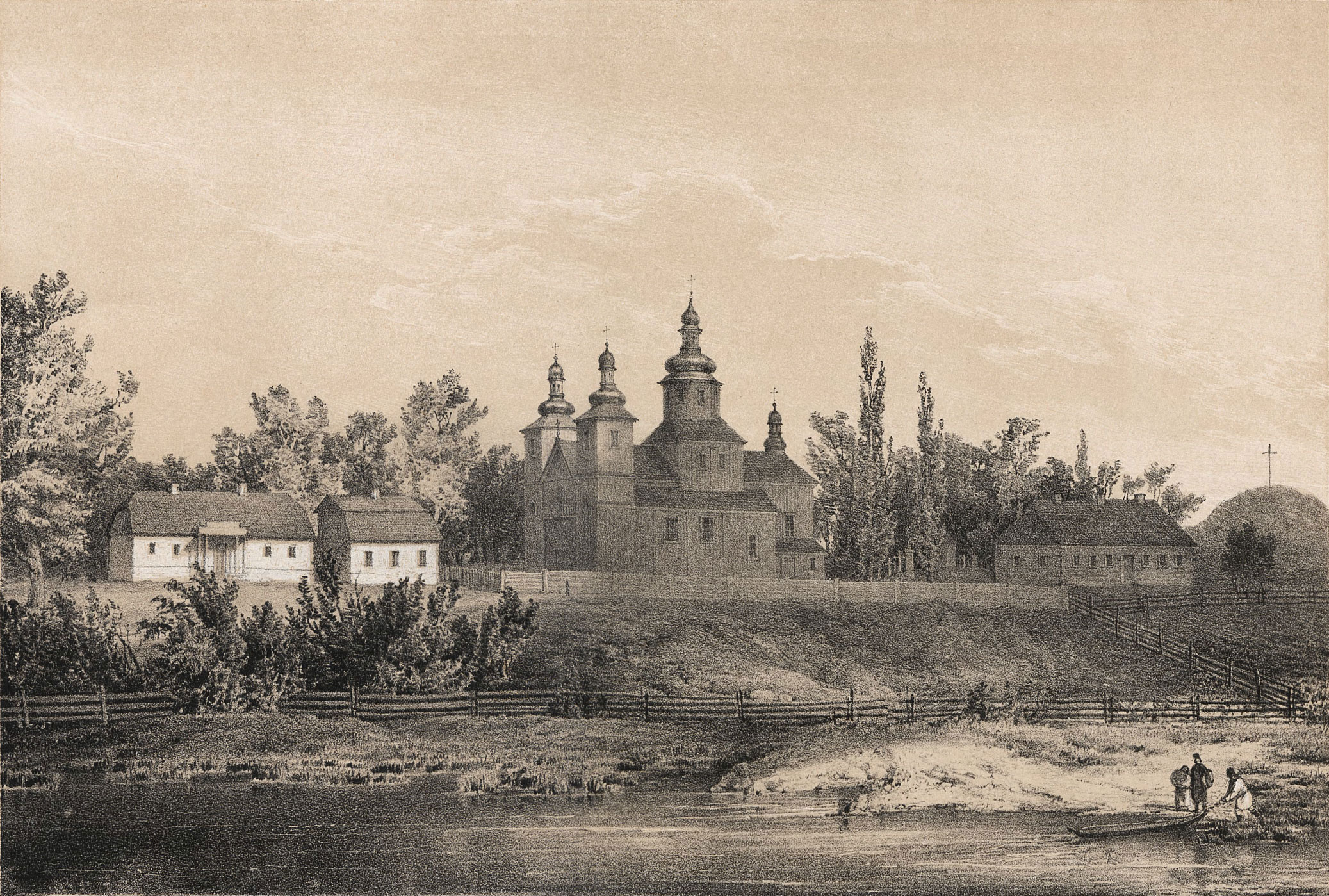
Греко-католицький Лещинський монастир у Пінську.

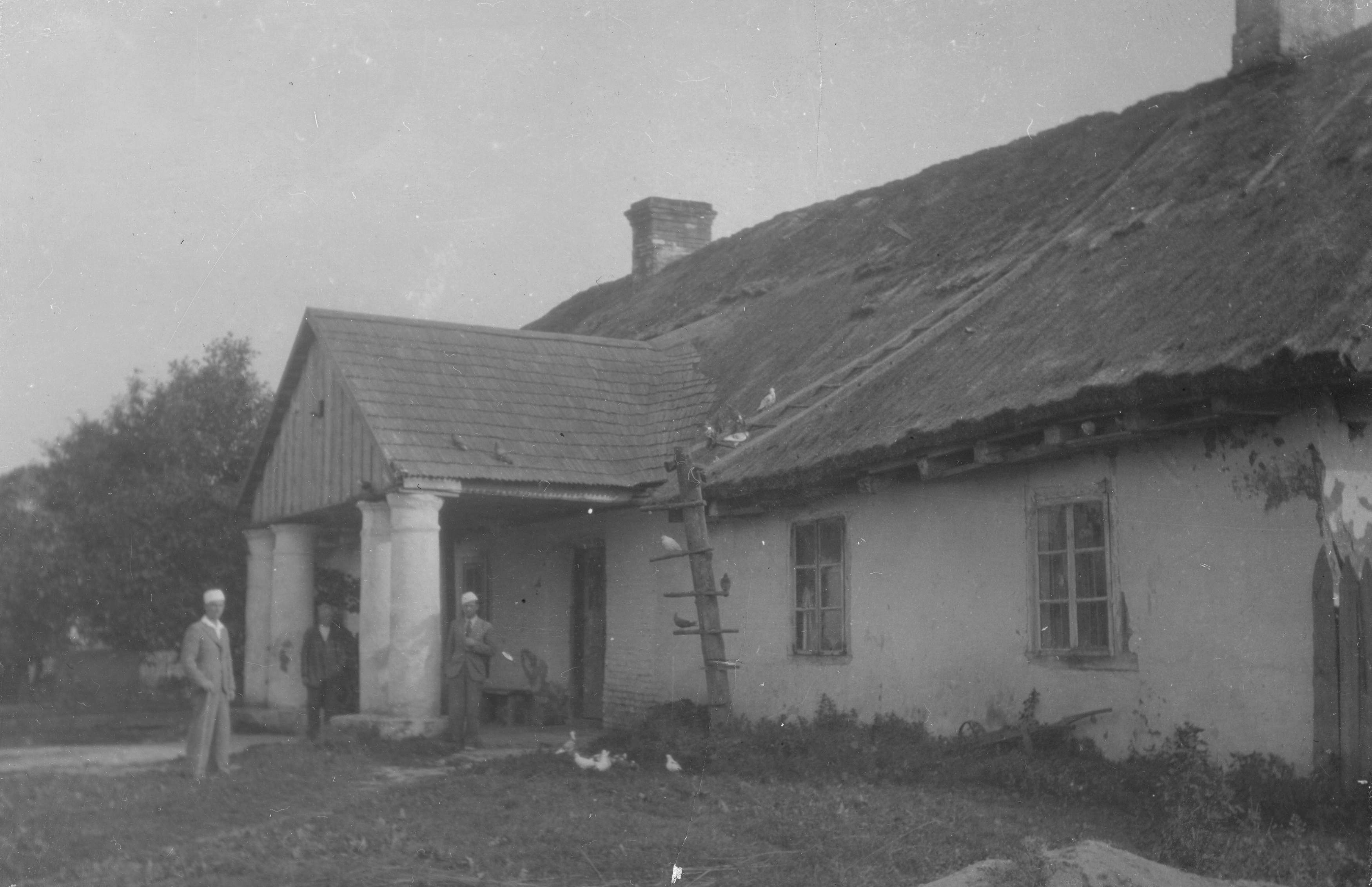
Панський будинок у селі Достоєві в першій половині XX ст.

- Макарій (? — 1497, Скригалів[be], Мозирський повіт, Київське воєводство, Велике князівство Литовське) — Митрополит Київський, Галицький і всієї Русі у 1494—1497 рр. Прагнув повернути центр церковного життя Русі з Литви у Київ, який фактично перестав бути місцем перебування голови церкви після монголо-татарської навали. З цією метою 1497 р. покинув Новогрудок та відправився у Київ. Але по дорозі, у селі Скригалові був перехоплений татарами, та загинув під час божественної літургії. Похований спочатку у Святій Софії київській, зараз мощі Макарія знаходяться у Володимирському соборі Києва. У 1621—1622 рр. канонізований.

- Леонтій (Пелчицький)[pl] (? — 1595, Пінськ, Берестейське воєводство, Велике князівство Литовське, Річ Посполита) — український церковний діяч, єпископ Холмський у 1577—1586 рр., єпископ Пінський і Турівський у 1586—1595 рр. Сприяв створенню унії православної та католицької церков. Помер за рік до Берестейського собору 1596 р., першим греко-католицьким єпископом Пінським і Турівським став наступник Пелчицького Йона (Гоголь). Похований в пінському Лещинському монастирі.

- Небаба Мартин (кінець XVI ст. — 1651) — політик та військовий діяч, козацький полковник часів Хмельниччини, наказний гетьман руського війська у Великому князівстві Литовському. Разом з Матвієм Гладким і Петром Головацьким брав участь у визволенні та обороні Пінська від поляків 1648 р.[9]

- Гаркуша Филон (? — після 1678) — козацький полковник, дипломат, родич та сподвижник Богдана Хмельницького. У 1648—1651 рр. зі своїми загонами діяв проти поляків на південних територіях ВКЛ, в районі Прип'яті, зокрема і на Пінщині.

- Достоєвський Федір Михайлович (1821—1881) — російський письменник, класик російської літератури. Прізвище Достоєвські походило від села Достоєве на Пінщині, яке предки письменника отримали у спадок від пінських князів. З XVII ст. Достоєвські жили на Волині та Поділлі, де були греко-католицькими та православними священиками. Дідусь Федора Достоєвського Андрій згадується в історії української літератури як поет, автор акростиха, що опублікований в почаївському «Богогласнику» за 1791 р.[10]

- Грушевський Олександр Сергійович (1877—1942) — дослідник історії України, літературознавець, етнограф, журналіст, дійсний член НТШ, член Центральної Ради. Брат Михайла Грушевського. Жертва сталінського терору. Досліджував історію Пінщини від найдавніших часів до XVI ст. Автор ґрунтовної праці «Пинское Полесье. Исторические очерки». Київ, 1901—1903 рр. (перша частина — «Очерк истории Турово-Пинского княжества XI—XIII веков», друга частина — «Туров, Городок и Пинск в составе Великого княжества Литовского. Пинское староство королевы Боны. XIV—XVI вв. Пинские акты XV—XVI вв.»).

- Ільютович Олександр Володимирович (1877—1934, Пінськ, Поліське воєводство, Польська Республіка) — український військовий діяч часів Української Держави і УНР. Голова комісії з питань Мозирської (Пінської) річкової флотилії. 12 листопада 1918 р. очолив Мозирську флотилію Українського флоту.

- Мошинський Євген Іванович (1881—1925, Лунинець, Поліське воєводство, Польська Республіка) — український військовий діяч, генерал-хорунжий та головний військовий прокурор УНР. Похований у Лунинці.

## Мова пінчуків
|  | Языкъ пѣсенъ, часто отзывающихся глубокою русскою стариною, такъ же, какъ и живой говоръ Пинчуковъ, имѣя величайшее сходство съ малорусскимъ нарѣчіемъ, заключаетъ въ себѣ массу такихъ древнеславянскихъ, церковнославянскихъ и старорусскихъ словъ, какихъ мы не находимъ ни въ малорусскомъ нарѣчіи, ни тѣмъ болѣе въ бѣлорусскомъ; въ фонетикѣ языка и въ грамматикѣ его мы встрѣчаемъ такіе элементы, какихъ не существуетъ въ упомянутыхъ нарѣчіяхъ. |

## Цікаві факти
Твір білоруського письменника ХІХ ст. Вінцента Дуніна-Мартинкевича «Пінська шляхта» вважається класичним та вивчається в білоруській школі. Але згідно з дослідженнями сучасних науковців, твір можливо було написано невідомим автором пінською говіркою української мови, а Дунін-Мартинкевич лише переклав його на білоруську, та переробив навіть імена героїв (так, наприклад, Грицько став Гришкою).
Для порівняння: Оригінальний текст пінською говіркою:

| М а р и с я (сама, сидя на скамье, прядет припевая). № 1 Тяжко жыты мни, дыўчаты, С мыленким ў разлуце,— Лает батько, лает маты, Що сырдэнко ў скуце. Годы сыдыт над прясныцей, Я хочу быт молодыцей. Маты каже: вик молоды, Ой, ты еще мала! А вже сама в эты годы С батьком любовала! Годы сыдыт над прясныцей, Я хочу быть молодыцей. Ой, так! Нэхай ганыт батько, нехай лает маты, а я люблю Грыцька и любити его вик буду. Ой, бэдные ж наши головэньки! Що се за дур напав на батькоў? По пьяну завэлыса дай побылыса с собою за шляхецьтво, а мы с Грыцьком чрез то горуем да унываем. Его батько подаў на мого ў суд жалобу, и сигодня прыидет у околыцю Найяснейшая Корона на слидство. |
Переклад Дуніна-Мартинкевича:

| М А Р Ы С Я (седзячы на лаўцы, прадзе і прыпявае) № 1 Цяжка жыці мне, дзяўчаці, 3 міленькім ў разлуцы, − Лае бацька, лае маці, Што сэрцайка ў скуцы. Годзе сядзець над прасніцай, − Я хачу быць маладзіцай! Маці кажа: век малоды, Ой, ты яшчэ мала! А сама ўжо ў гэты годы Бацьку пакахала. Годзе сядзець над прасніцай, − Я хачу быць маладзіцай! Ой, так! Няхай ганіць бацька, няхай лае маці, а я люблю Грышку і любіць яго век буду. Ой, бедныя ж нашы галованькі!.. Што гэта за дур напаў на бацькоў? П’яныя завяліся ды пабіліся з сабою за шляхецтва, а мы з Грышкам праз тое гаруем і ныем. Яго бацька падаў на майго ў суд скаргу, і сягоння прыедзе ў ваколіцу найяснейшая карона на прасоку. |

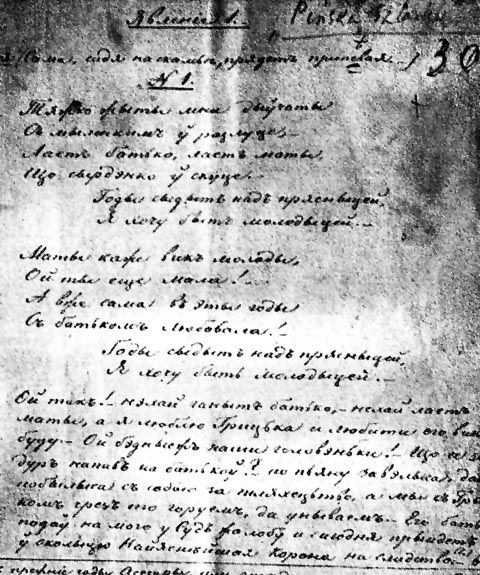
Рукопис «Пінської шляхти» мовою оригіналу.
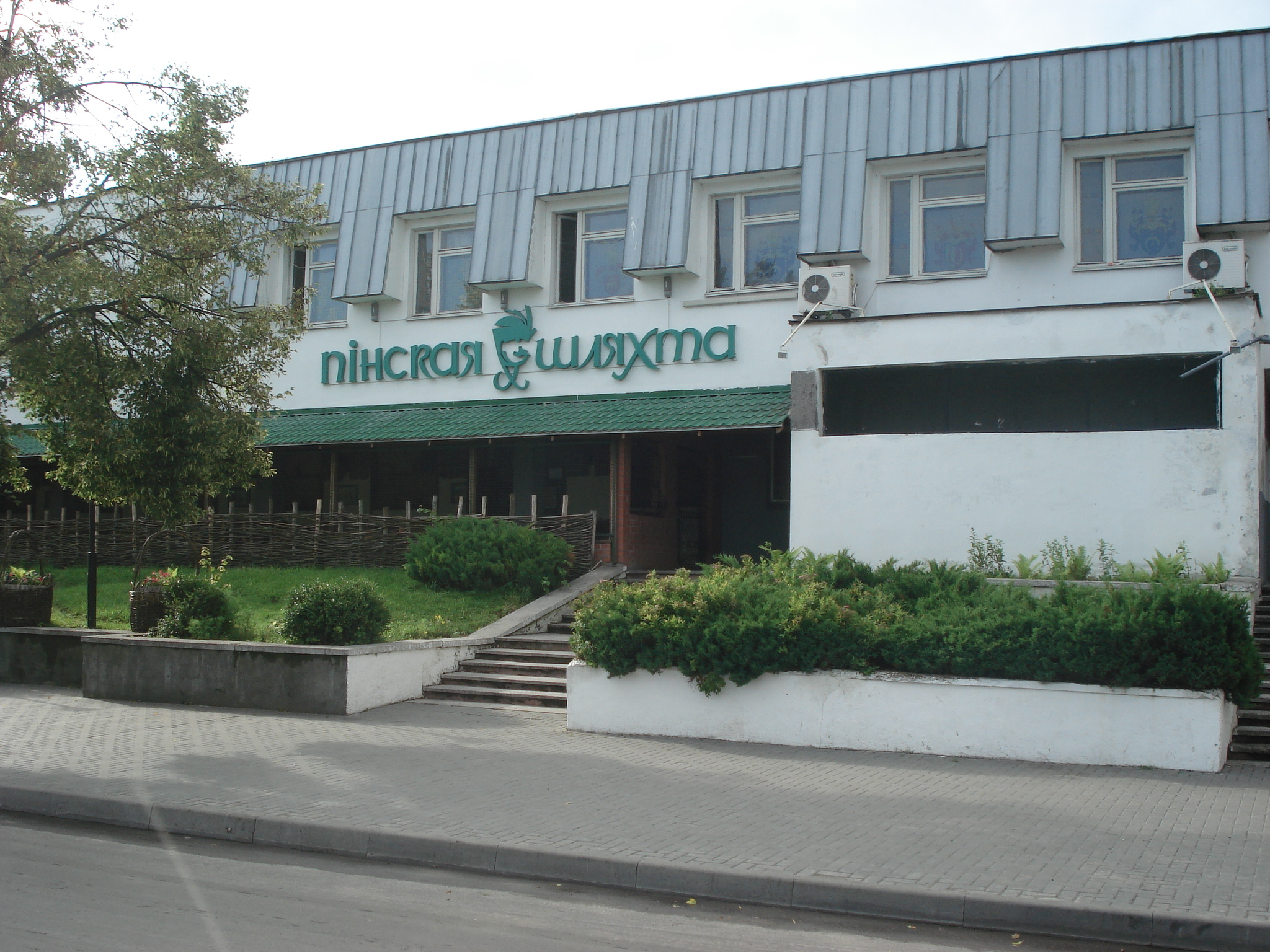
Ресторан «Пінська шляхта» у Пінську.

## Історичні пам'ятки

Українські єпископи на соборі в Пінську 1942 р.

- Турівське Євангеліє

## Історичні події
- Пінський собор 1942 року